# Lars Hofsjö

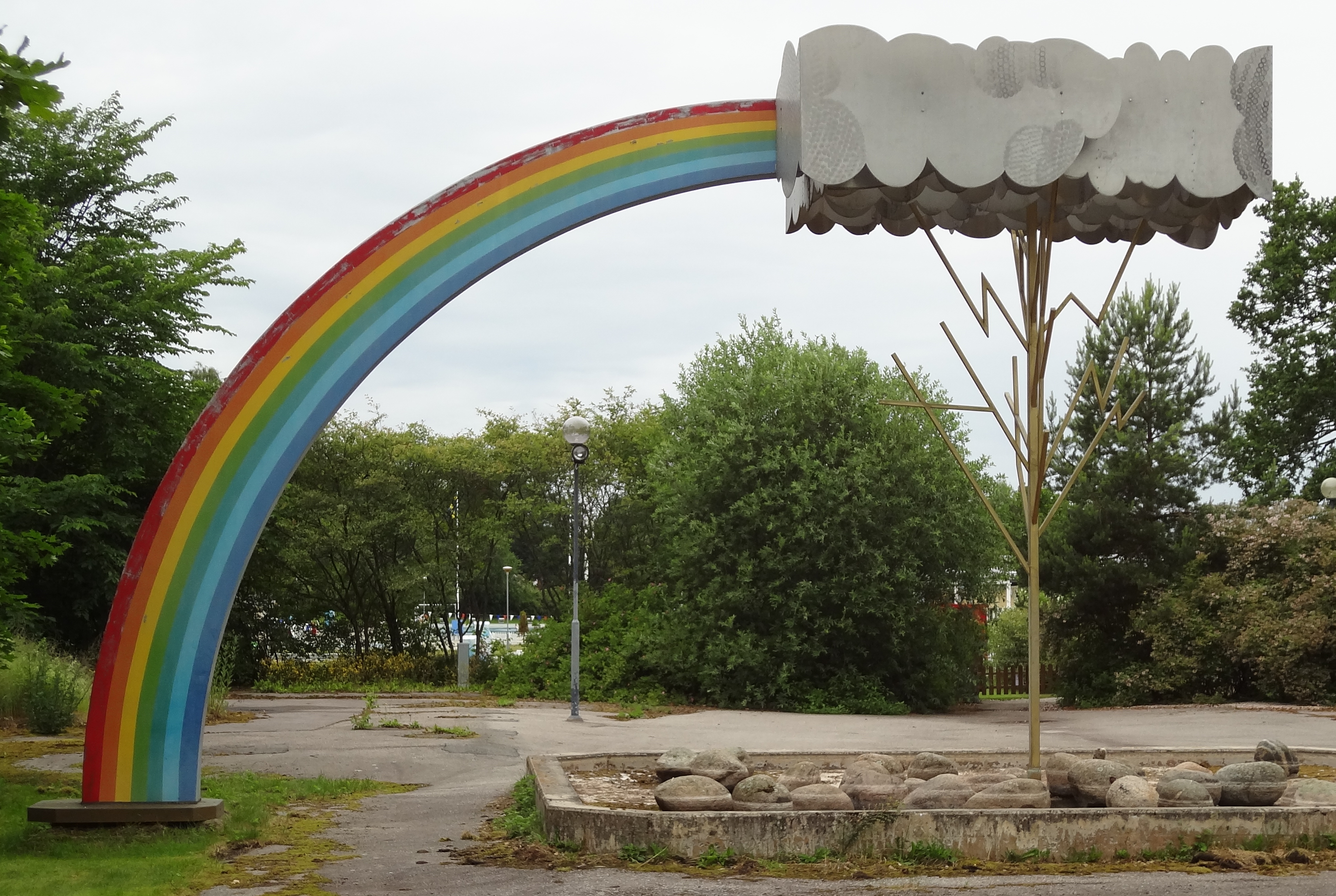
Verket "Regnbåge" i Parken Zoo.

Lars Erik Torbjörn Hofsjö, född 22 december 1931 i Stockholm, död 22 juli 2011, var en svensk målare och skulptör. 
Han var fram till sin död bosatt i Hässelby med ateljé i Blackeberg. Han deltog i många samlings- och temautställningar, bland annat i Stockholm, Köpenhamn, Oslo, Helsingfors och Reykjavik. Han finns även representerad på många museer samt i statliga, landstings- och kommunala konstsamlingar. Projektledare för Konst där vi bor vid Statens konstråd 1988–1990. Gift med textilkonstnären Ragnhild Hofsjö. Farbror till designern Lars Hofsjö. Lars Hofsjö avled i juli 2011. En minnesruna över honom författad av Ingvar Jörpeland publicerades i Svenska Dagbladet den 15 augusti 2011. 